# Jesús Contreras Hernández
Jesús Contreras Hernández (Guadix, 14 de diciembre de 1946), es un antropólogo y catedrático universitario español.

## Biografía
Jesús Contreras es licenciado y doctorado (1976) en Filosofía y Letras por la Universidad de Barcelona, donde comenzó como profesor ayudante en 1971 hasta alcanzar la cátedra de Antropología Social en la misma universidad. Ha sido chercheur associé en el Centro Nacional para la Investigación Científica en Francia y profesor visitante en la Universidad de Cambridge (1992-1993).
Es director del Observatorio de la Alimentación (ODELA) del Parque Científico de Barcelona y ha sido presidente del Instituto Catalán de Antropología (1987-1989) y vicedecano de la Facultad de Geografía e Historia en la Universidad de Barcelona.
Ha realizado trabajos de campo en los Andes peruanos y en España. Sus especialidades son la antropología económica y la antropología de la alimentación. Sus investigaciones se centran en los campos de los comportamientos del consumo y, más particularmente, los comportamientos alimentarios. Ha desarrollado varias investigaciones sobre las relaciones entre la evolución de las formas de vida y su relación con los cambios alimenticios. Es autor de veinte libros y unos doscientos artículos para publicaciones científicas. Entre sus obras se destacan: Subsistencia, ritual y poder en los Andes (1986), Antropología de la alimentación (1993), Alimentación y cultura: necesidades, gustos y costumbres (1995), Productes de la terra (2003), Sabores del Mediterráneo (2005), Alimentación y Cultura. Perspectivas antropológicas (2005) y Alimentaçao, sociedade e cultura (2011).